# Археографічні експедиції
Археографі́чні експеди́ції, які посилали у 19 ст. Російська академія наук і приватні особи для виявлення і збирання документальних історичних пам'яток.
Перша археографічні експедиції організована Академією наук 1809 для дослідження архівів деяких російських і українських міст.
В 1817—18 експедиція, споряджена М. П. Румянцевим на його кошти, обслідувала архіви Москви і монастирі Моск. і Новгородської губерній. З 1829 експедиція Академії наук під керівництвом П. М. Строєва протягом 6 років працювала в монастирських архівах Пн. Росії. Зібрані нею матеріали опубліковані в «Актах археографической экспедиции» Ця експедиція була останньою. Пізніше виявленням і збиранням історичних документів і пам'яток займалися Археографічна комісія, історики й «любителі старовини».